# Франсиско Брамон
Франсиско Брамон (шп. Francisco Bramón; Нова Шпанија, непознато — непознато, око 1664) био је мексички писац и свештеник.

## Биографија
Верује се да је Франсиско Брамон рођен у Новој Шпанији. Написао је важно дело у стилу хиспаноамеричког барока, под именом Los sirgueros de la Virgen sin original pecado. Овај пасторални роман објављен је 1620. године у Мексико Ситију. Иако је најпознатији представник писаца пасторалног романа Хорхе де Монтемајор, Франсиско Брамон уз Бернарда де Балбуену спада у ред познатијих.
Мало тога се зна о његовом животу. Постоје извори да је учествовао на два такмичења у поезији посвећеним безгрешном зачећу, те да је освојио четврто место 1654. године.